# El Rafal Viejo
El Rafal Viejo (en catalán Es Rafal Vell) es un barrio de Palma de Mallorca, Baleares, España.
El barrio está delimitado por Son Cladera, El Vivero, El Rafal Nuevo, Son Fortesa, Son Gotleu y Estadio Balear.
Contaba, a 2018, con una población de 12.330 habitantes.